# Кумеров (ам Зе)
Кумеров (њем. Kummerow) општина је у њемачкој савезној држави Мекленбург-Западна Померанија. Једно је од 69 општинских средишта округа Демин. Према процјени из 2010. у општини је живјело 667 становника. Посједује регионалну шифру (AGS) 13052047.

## Географски и демографски подаци
Кумеров се налази у савезној држави Мекленбург-Западна Померанија у округу Демин. Општина се налази на надморској висини од 32 метра. Површина општине износи 55,1 km². У самом мјесту је, према процјени из 2010. године, живјело 667 становника. Просјечна густина становништва износи 12 становника/km².

## Међународна сарадња
| Мјесто | Држава   | Врста сарадње | Од    |
| ------ | -------- | ------------- | ----- |
| Сренч  | Мађарска | партнерство   | 1991. |
| Извор  |          |               |       |